# Conchapelopia rurika
Conchapelopia rurika är en tvåvingeart som beskrevs av Roback 1957. Conchapelopia rurika ingår i släktet Conchapelopia och familjen fjädermyggor. Inga underarter finns listade i Catalogue of Life.